# Джампа Тинлей Вангчен
Джампа Тинлей Вангчен (род. 5 июня 1962) — тибетский буддийский наставник, геше. Первый представитель Далай ламы в России.

## Биография

### Ранние годы и образование
Джампа Тинлей Вангчен родился в индийском Майсуре в семье тибетских беженцев. После школы поступил в Центральный тибетский институт в Варанаси (Северная Индия), по окончании которого получил степень шастри (бакалавра) философии, санскрита, тибетского и английского языков. С 1984 года около пяти лет работал переводчиком у тибетских учителей в буддийском институте «Дорчже Чанг» в Новой Зеландии. В возрасте 25 лет принял посвящение в духовный сан и стал гелонгом.

### Прибытие в Россию и получение степени геше
Согласно биографии на официальном сайте геше Джампа Тинлея, в 1993 году он после трёхгодичного затворничества в горах Дхарамсалы, по желанию Далай-ламы XIV отправился в Россию, чтобы занять пост его духовного представителя. А впоследствии стал советником по делам культуры и религии Тибета.
В феврале 1994 года в индийском монастыре Сэра сдал экзамен на звание геше («доктор буддийской философии»). Непосредственными учителями Джампа Тинлея являются такие знаменитые наставники современности, как Далай-лама XIV, Панор Ринпоче, геше Нгаванг Даргье, Пананг Ринпоче, геше Намгьял Вангчен и другие.

### Деятельность в России

#### Основание буддийских центров
За годы своей деятельности в России в качестве буддийского учителя, геше Тинлей во многом способствовал возрождению и развитию буддизма в традиционных регионах его распространения (Калмыкия, Бурятия, Тува). С годами у него стало появляться всё больше учеников и в ряде городов Сибири и европейской части России, в результате чего в них также образовались буддийские центры. В настоящее время геше Тинлей является духовным руководителем около 20 буддийских центров традиции гелуг, с 2013 года объединённых в централизованную религиозную организацию «Дже Цонкапа».
Во время визита Далай-ламы XIV в Калмыкию в конце 2004 года геше Джампа Тинлей вернул ему свои монашеские обеты гелонга, принятые им в 25-летнем возрасте. С того момента геше Тинлей продолжает свою деятельность в качестве проповедника-мирянина. Женат. Есть дочь.

#### Проповеди и книгописание
Геше Тинлей путешествует по стране с лекциями по буддийской теории и практике. Являясь убеждённым последователем традиции несектарного подхода к учению буддизма, не разделяющий буддизм на такие школы как Гелуг, Кагью, Сакья, Нингма, он даёт своим ученикам подробное учение по этапам пути к Пробуждению (Ламрим), уделяя наибольшее внимание Трём основам пути: отречению, бодхичитте и познанию пустоты. В тибетском буддизме считается, что без них невозможно достичь состояния Будды. Помимо теоретических знаний, геше Тинлей также даёт практические наставления по буддийской медитации; под его руководством проходят коллективные и индивидуальные ретриты (затворничества) по Ламриму и предварительным практикам (нёндро), а также по некоторым буддийским тантрам.
Геше Джампа Тинлей — автор опубликованных на русском языке книг «Живая философия и медитация тибетского буддизма» (1994), «Буддийские наставления» (1995), «К ясному свету» (1995), «Шаматха» (1995), «Смерть. Жизнь после смерти. Пхова» (1995), «Тантра — путь к пробуждению» (1996), «Сутра и тантра — драгоценности тибетского буддизма» (1996), «Мудрость и сострадание» (1997), «Комментарии на краткую практику Ямантаки» (1998), «Ум и пустота» (1999), «Бодхичитта и шесть парамит» (2000) и многих других, издаваемых издательством «Дже Цонкапа», созданном на базе Централизованной Религиозной Буддийской Организации «Дже Цонкапа».

## Награды и премии
- Орден Республики Тыва (2008)[6]

Ведомственные и государственные награды
- Почетная грамота Республики Бурятия, февраль 2000 г.;
- Почетная грамота Министерства образования, науки и молодежной политики Республики Тыва, май 2008 г.;
- Почетное звание «Почетный гражданин Республики Калмыкия», октябрь 2008 г.; *Почетная грамота Республики Калмыкия, октябрь 2013 г.
- Почетная грамота Верховного Хурала Республики Тыва, июнь 2018 г.

Другие почетные награды
- Медаль «За доблестный труд» Республики Тыва, декабрь 2000 г.;
- Нагрудный знак «За заслуги перед городом Элистой, апрель 2018 г.;
- Звание Почетного профессора Тувинского государственного университета «За заслуги в научно-образовательной и просветительской деятельности», май 2018г.;
- Медаль «За вклад в развитие города Кызыла», июнь 2018г.;
- Юбилейная медаль Верховного Хурала (Парламента) Республики Тыва «100-летие парламентаризма в Республике Тыва» за заслуги и вклад в дело сохранения и приумножения традиционной культуры, поддержки высокого духа многонационального народа Республики Тыва, октябрь 2021 г.;
- Благодарность за многолетнюю духовную деятельность Народного Хурала Республики Калмыкия, апрель 2022г.